# توماس بیتمن
توماس بیتمن (انگلیسی: Thomas Bateman؛ ۸ نوامبر ۱۸۲۱ (غسل تعمید) – ۲۸ اوت ۱۸۶۱) یک عتیقه‌شناس و حفار-گورپشته اهل انگلستان بود.
از سن ۱۶ سالگی به علم باستان‌شناسی علاقه‌مند شد. اولین تجربه‌های باستان‌شناسی بیتمن هنگام بود که وی تخریب کلیسایی از دوره قرون وسطی در بیکویل را مشاهده نمود. وی در سال ۱۸۴۳ به "انجمن باستان‌شناسی" بریتانیا پیوست. پسر وی پس از مرگش بیشتر مجموعه‌های وی را به فروش رساند

## کتابشناسی
- Vestiges of the Antiquities of Derbyshire (۱۸۴۷))
- Ten Years' Diggings in Celtic and Saxon Grave Hills in the Counties of Derby, Stafford and York